# Malpighia macrocarpa
Malpighia macrocarpa är en tvåhjärtbladig växtart som beskrevs av F. K. Meyer. Malpighia macrocarpa ingår i släktet Malpighia och familjen Malpighiaceae. Inga underarter finns listade i Catalogue of Life.